# Coleocentrus fulvus
Coleocentrus fulvus är en stekelart som beskrevs av Mao-Ling Sheng och Guang Yu Luo 2005. Coleocentrus fulvus ingår i släktet Coleocentrus och familjen brokparasitsteklar. Inga underarter finns listade i Catalogue of Life.